# Jerry Weintraub
Pour les articles homonymes, voir Weintraub.
Jerome Charles Weintraub, dit Jerry Weintraub, est un producteur et acteur américain né le 26 septembre 1937 à Brooklyn (New York) et mort le 6 juillet 2015 à Santa Barbara en Californie.

## Biographie

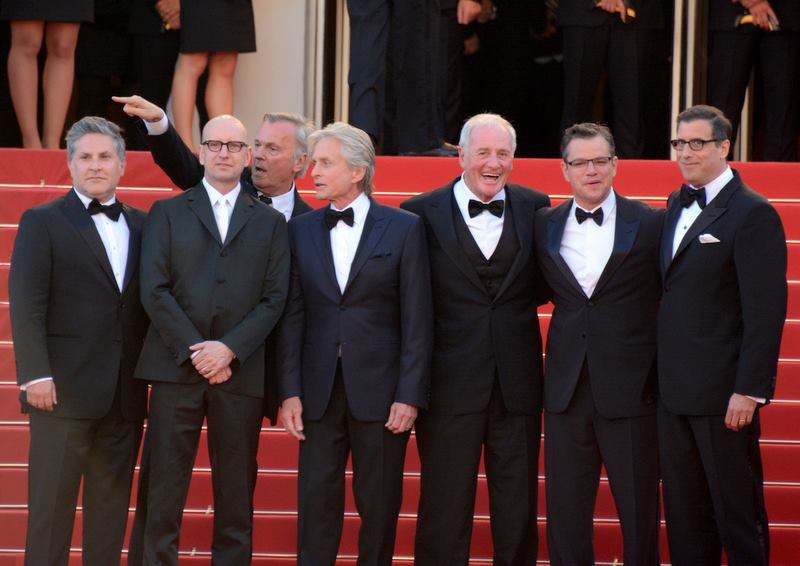
Jerry Weintraub (3e à droite) au festival de Cannes 2013 avec une partie de l'équipe du film Ma vie avec Liberace

Jerry Weintraub est le producteur des sagas Karaté Kid (The Karate Kid) et Ocean's.

### Mort
Jerry Weintraub meurt le 6 juillet 2015 d'une crise cardiaque.

## Au cinéma
- 1975 : Nashville de Robert Altman
- 1977 : September 30, 1955 de James Bridges
- 1977 : Bon Dieu !  (Oh, God!), de Carl Reiner
- 1980 : La Chasse (Cruising) de William Friedkin
- 1980 :  La Vie en mauve (All Night Long) de Jean-Claude Tramont
- 1982 : Diner de Barry Levinson
- 1984 : Karaté Kid (The Karate Kid) de John G. Avildsen
- 1986 : Karaté Kid : Le Moment de vérité 2 (The Karate Kid, Part II) de John G. Avildsen
- 1987 : Happy New Year de John G. Avildsen
- 1988 : J'ai épousé une extra-terrestre (My Stepmother Is an Alien) de Richard Benjamin
- 1989 : Karaté Kid 3 (The Karate Kid, Part III) de John G. Avildsen
- 1992 : Cœur de cowboy (Pure Country) de Christopher Cain
- 1994 : Miss Karaté Kid (The Next Karate Kid) de Christopher Cain
- 1994 : L'Expert (The Specialist) de Luis Llosa
- 1997 : Bonjour les vacances : Viva Las Vegas (Vegas Vacation) de Stephen Kessler
- 1998 : Chapeau melon et bottes de cuir (The Avengers) de Jeremiah S. Chechik
- 1998 : Soldier de Paul W. S. Anderson
- 2000 : The Independent (en) de Stephen Kessler
- 2001 : Ocean's Eleven de Steven Soderbergh
- 2004 : Ocean's Twelve de Steven Soderbergh
- 2007 : Ocean's Thirteen (Ocean's Thirteen) de Steven Soderbergh
- 2007 : Nancy Drew d'Andrew Fleming
- 2010 : Karaté Kid (The Karate Kid) de Harald Zwart
- 2016 : Tarzan de David Yates

## À la télévision
- 1974 : Frank Sinatra: The Main Event de Bill Carruthers
- 1976 : Father O Father de Lee Bernhardi et Peter Bonerz
- 1982 : Rocky Mountain Holiday with John Denver and the Muppets de Jim Henson
- 1984 : The Cowboy and the Ballerina de Jerry Jameson
- 2013 : Ma vie avec Liberace (Behind the Candelabra) de Steven Soderbergh
- 2016 : Westworld de Lisa Joy et Jonathan Nolan (7 épisodes)